# Theater

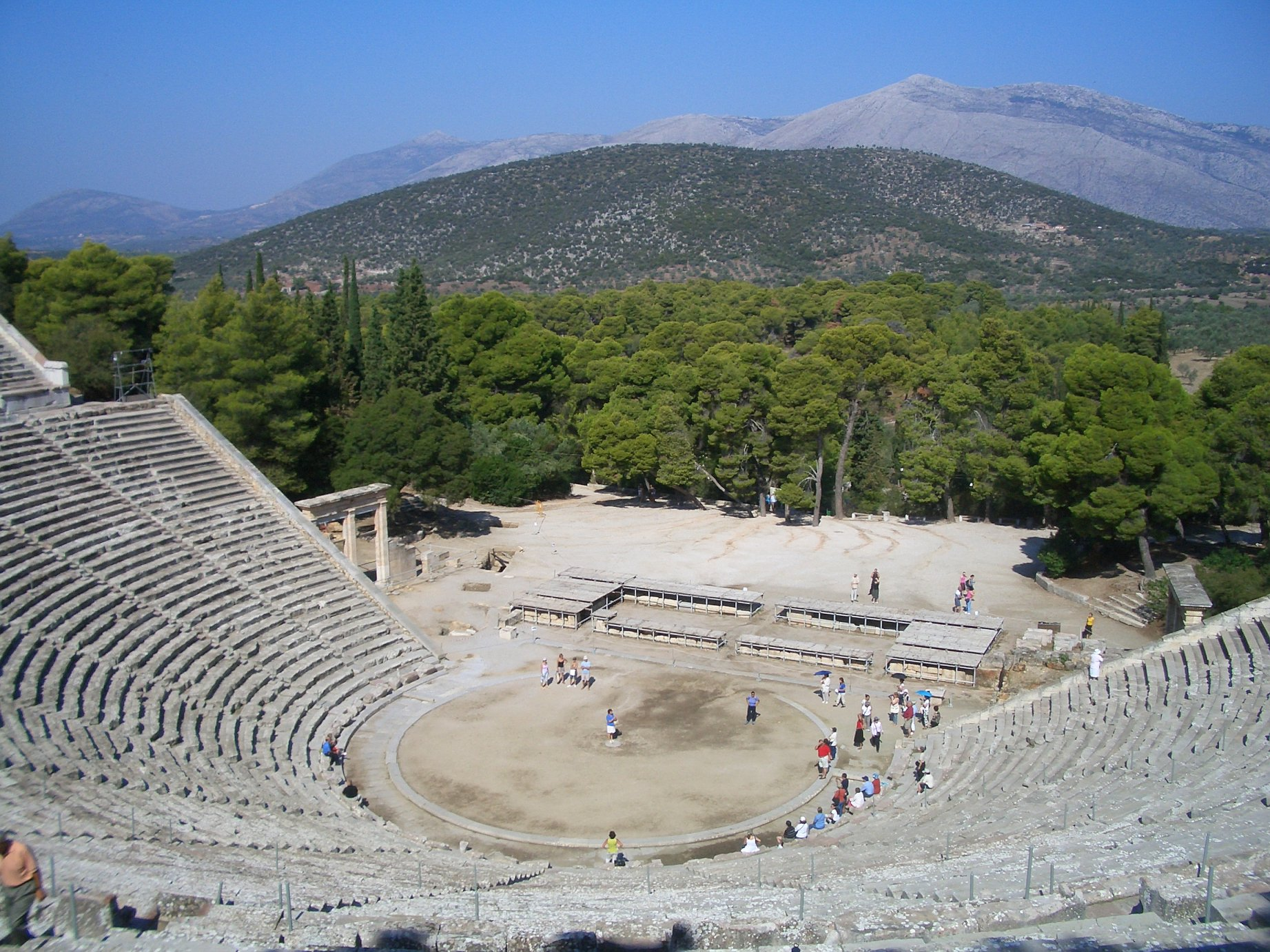
Das antike Theater von Epidauros aus dem 4. Jahrhundert v. Chr.

Theater (von altgriechisch τὸ θέατρον théatron ‚Schaustätte‘, ‚Theater‘; von θεᾶσθαι theasthai ‚anschauen‘) ist die Bezeichnung für eine szenische Darstellung zwischen Schauspielern, die ihre Rollen auf der Bühne in einem fiktiven Raum, in einer fiktiven Zeit, über einen fiktiven Inhalt hinweg vor dem Publikum verhandeln. Mit dem Wort Theater kann das Gebäude gemeint sein, in dem Theater gespielt wird (siehe Theaterarchitektur), oder der Prozess des Theater-Spielens oder allgemein eine Gruppe von Menschen, die Theater machen, also eine Theatergruppe.

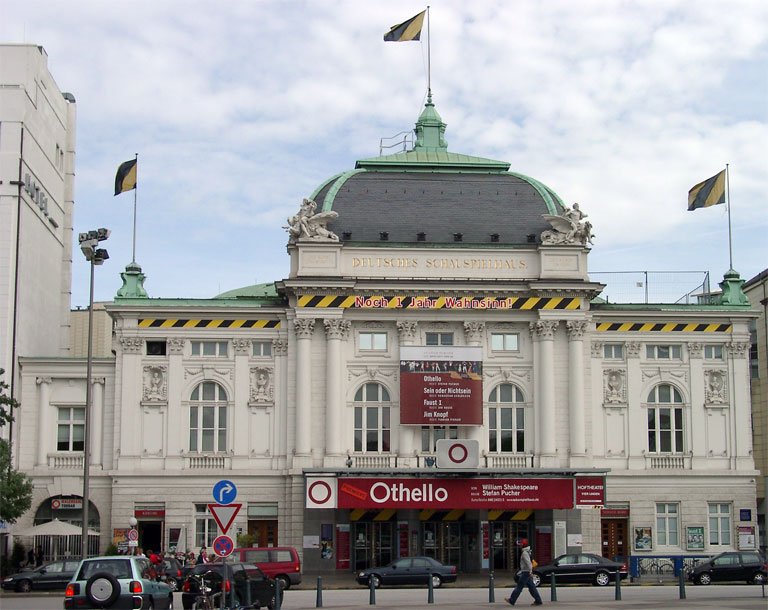
Deutsches Schauspielhaus Hamburg

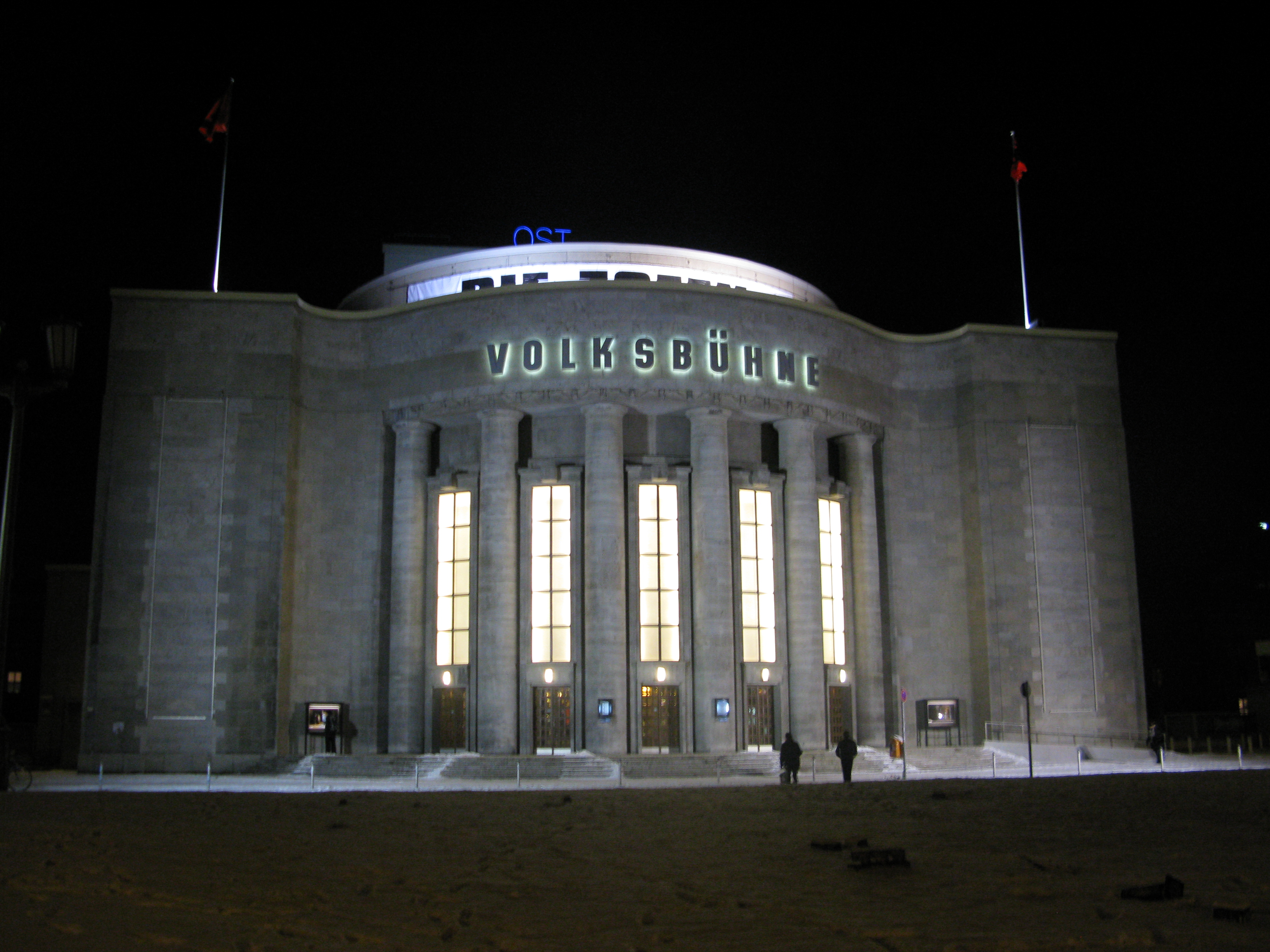
Volksbühne Berlin

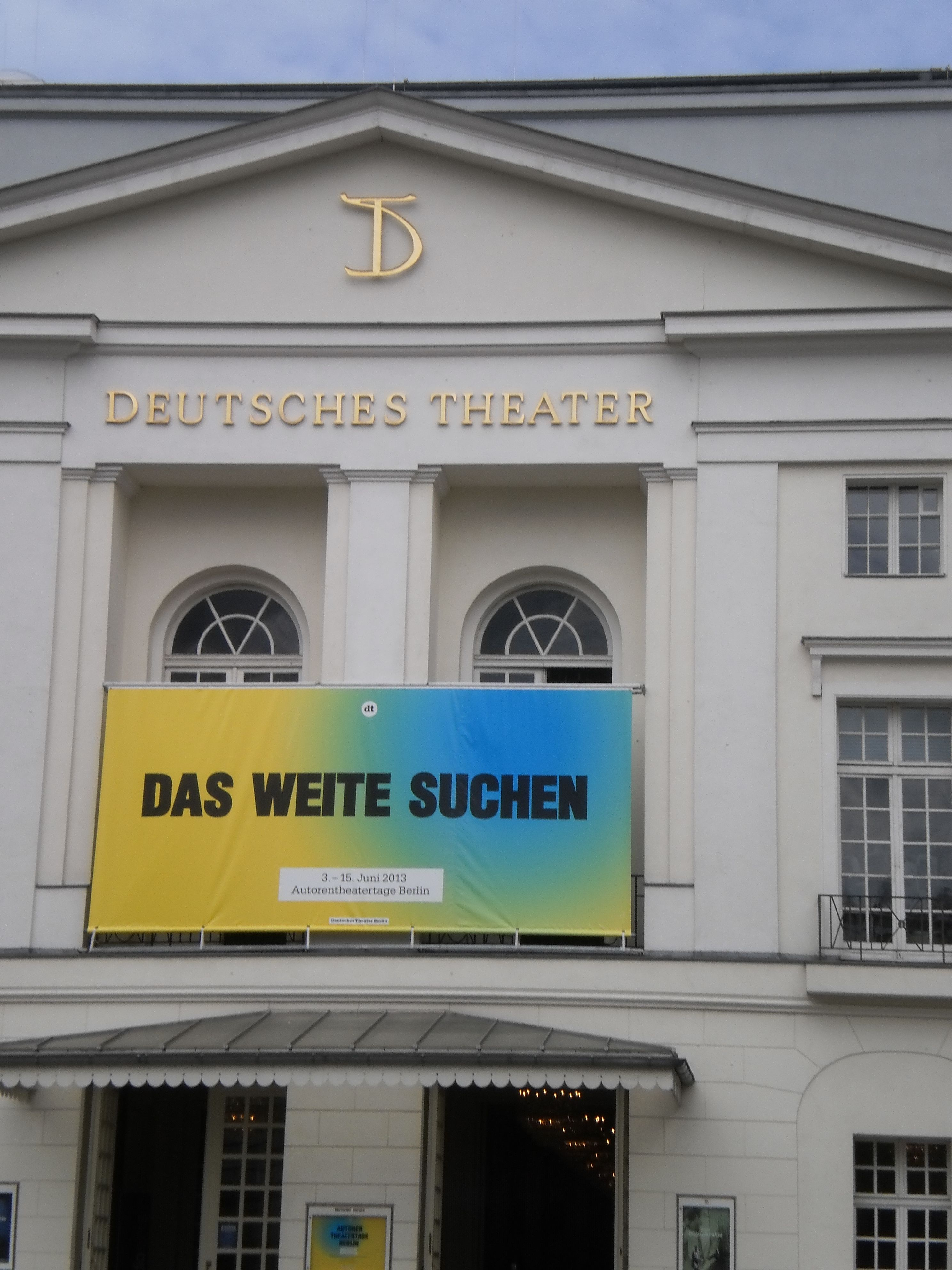
Deutsches Theater Berlin

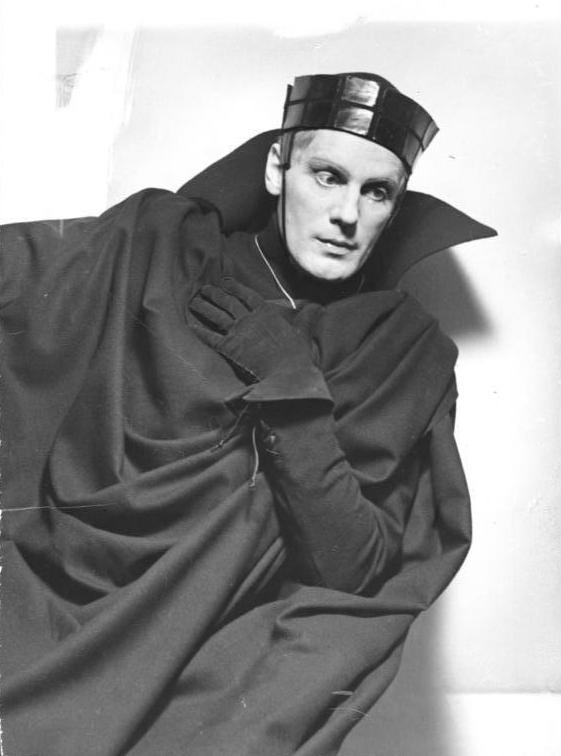
Gustaf Gründgens in Hamlet 1936

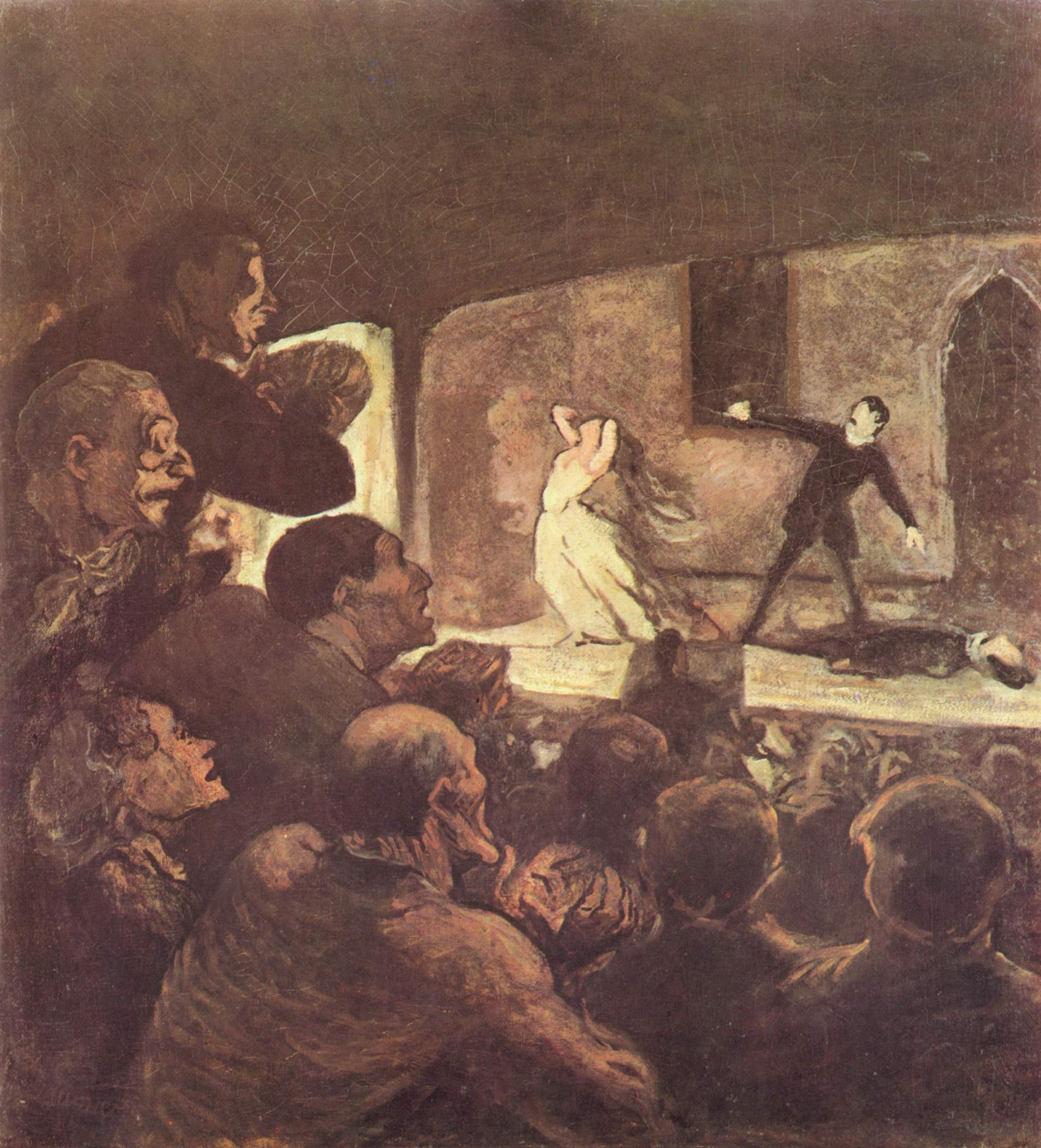
Theaterszene, Gemälde von Honoré Daumier

## Traditionelle Sparten des Theaters
Es gibt vier klassische Sparten des Theaters:
1. Sprechtheater oder Schauspiel (Tragödie, Komödie)
2. Musiktheater (Oper, Operette, Musical)
3. Bühnentanz (Tanztheater, Ballett, Eurythmie)
4. Figurentheater (Puppentheater, Objekttheater)

Überschneidungen der hier genannten Sparten sind in der Geschichte des Theaters der Regelfall. Eine Trennung vollzog sich erst spät, etwa im 19. Jahrhundert. In den jeweiligen Sparten sind unterschiedlich ausgebildete und qualifizierte Künstler tätig.
- Im Sprechtheater: Schauspieler, Regisseure, Schauspielmusiker
- Im Musiktheater: Sänger (Solisten und Choristen), Orchestermusiker, Korrepetitoren, Dirigenten, Regisseure.
- Im Tanztheater: Tänzer, Choreografen, Korrepetitoren

## Kunstform Theater
Als Minimalformel von Theater kann gelten: A spielt (B) und C schaut zu (und beide haben ein Bewusstsein von ihren Rollen als Spieler und Zuschauer). Zum Theater gehört ein Publikum.
Aufgrund der kollektiven Rezeption und des Live-Charakters von Aufführungen (wegen des transitorischen Elements also) steht Theater in besonderer Nähe zur (realen) Gesellschaft: Es erzählt von Menschen und vom Leben. Sprachliche Formulierungen, die Figuren und die Gesten der Schauspieler unterliegen hierbei einer ständigen Anpassung an den gesellschaftlichen Kontext.

## Geschichte des Theaters im Westen
Frühe Formen des Theaters entwickelten sich schon in der Frühzeit der Zivilisation in Form von Tänzen in Steinzeitkulturen. Mit dem „Theatron“, dem Zuschauerraum, wurde einerseits die Möglichkeit zu Diskussionen der griechischen Demokratie ermöglicht, aber auch die religiösen Feste, vor allem die Dionysien, abgehalten. Die Abhandlungen des Aristoteles begründeten auch die Theaterwissenschaft, vor allem verlangte er die Einheit von Handlung, Ort und Zeit im Drama.
Das athenische Dionysostheater wurde zum Prototyp des Theaters und in die griechischen Kolonien im ganzen Mittelmeerraum exportiert. Es besaß neben dem Zuschauerraum eine Bühne, die skené, auf der die danach benannte Szene dargestellt wurde (auf in die skené gehängten Bildern). In Tragödien, der ersten Form des Dramas seit spätestens 534 v. Chr., und Komödien seit etwa 480 v. Chr., wurde in den „Großen Dionysien“ der Gott Dionysos verehrt. Das heitere Nachspiel der Tragödien bildete ein Satyrspiel.

## Moderner Theaterbau im Westen

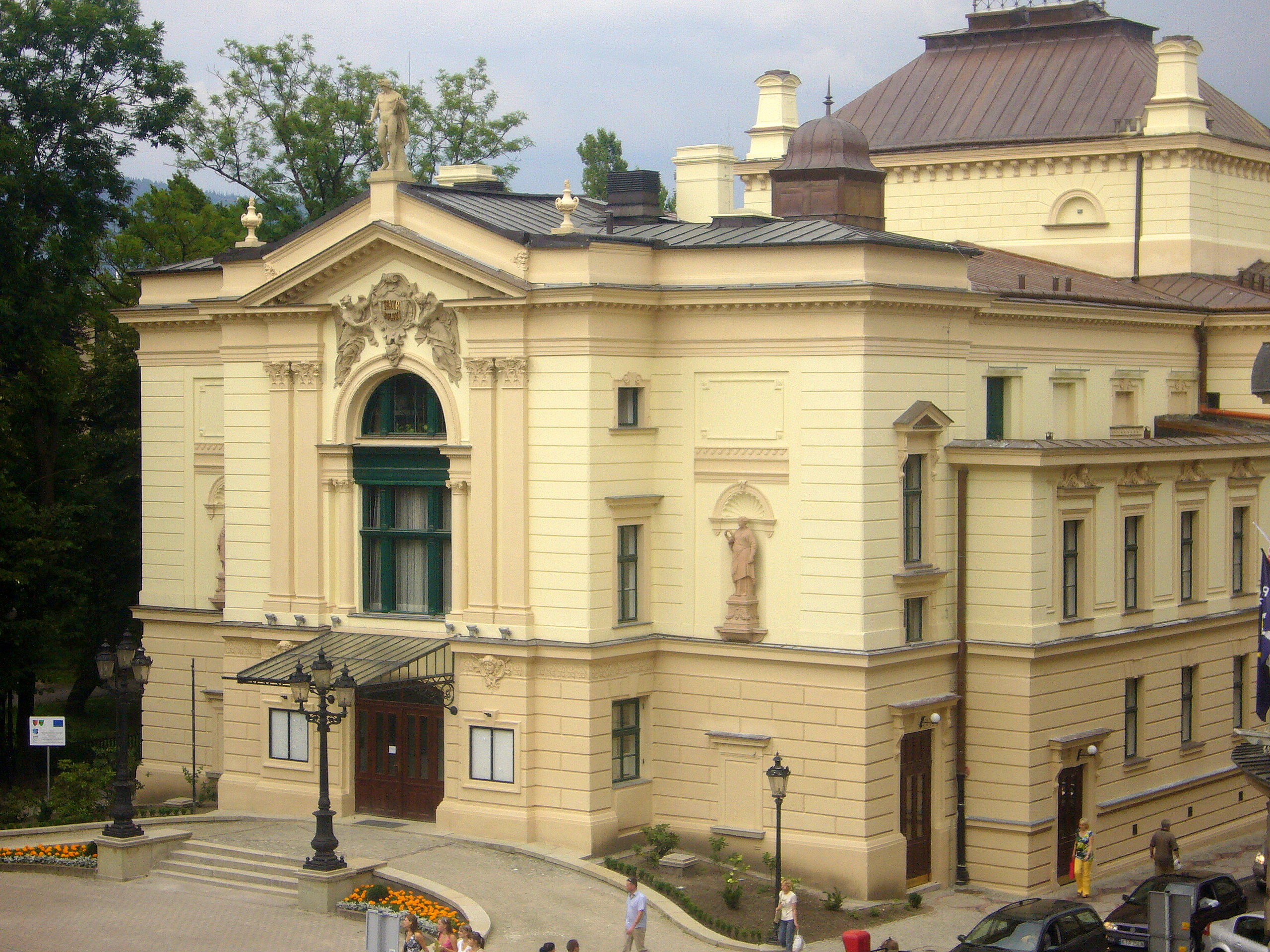
Theater Bielitz-Biala

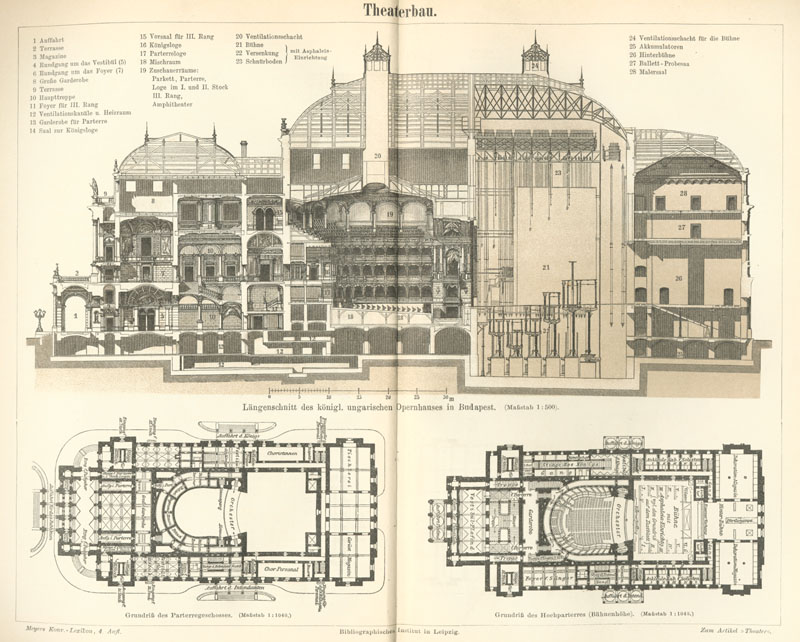
Theaterbau (Königliches Opernhaus Budapest)

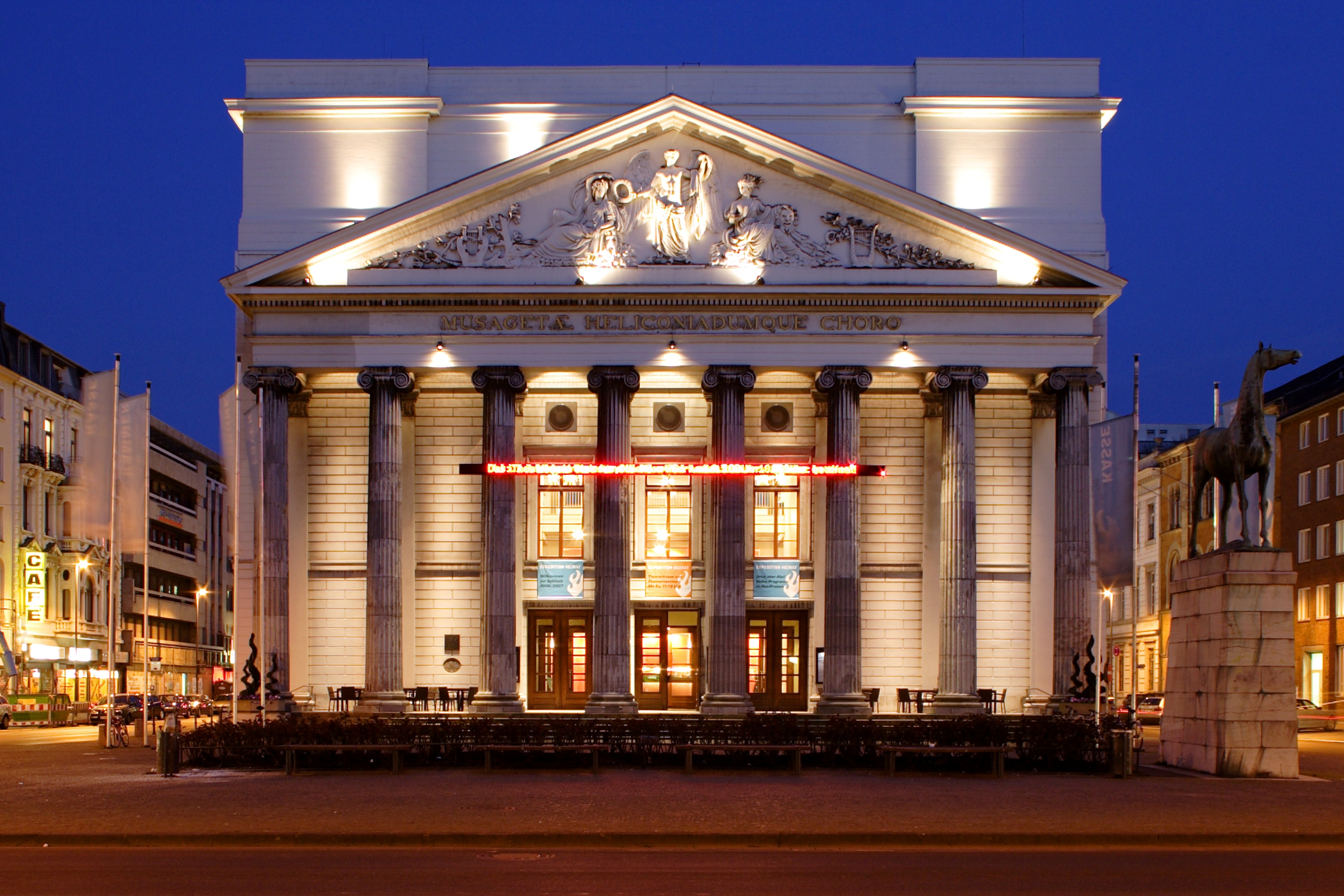
Theater Aachen

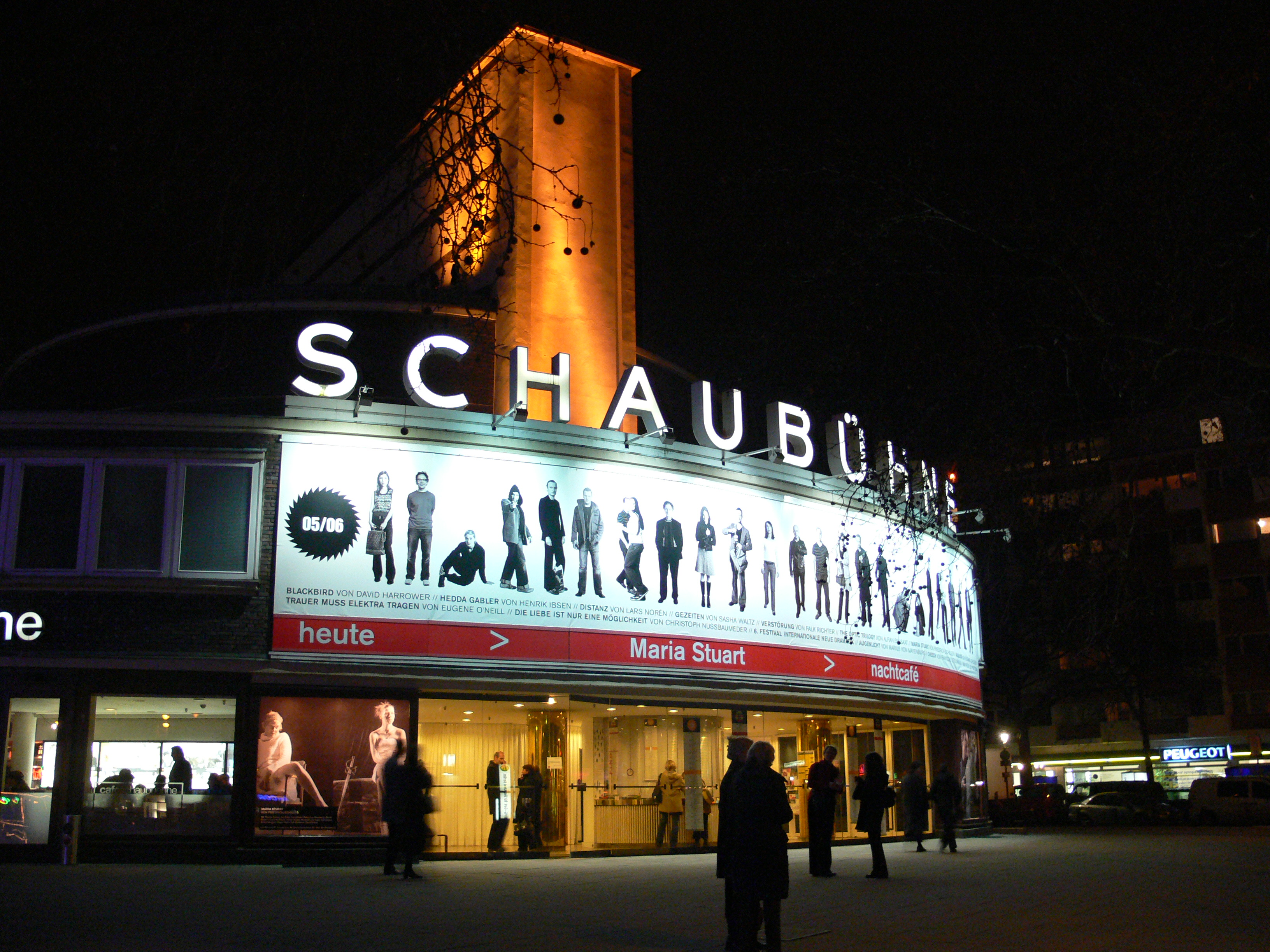
Schaubühne Berlin

Moderne Stadttheater, Landesbühnen und Staatstheater sind meistens eigens errichtete Bauten und werden als architektonische Glanzbauten verstanden. Besonders herausgefordert werden die Architekten durch den Zwang, raffinierte ästhetische Vorstellungen und praktische Erfordernisse miteinander vereinen zu müssen, bis hin zu dem profanen Umstand, dass ein Theater vor allem auch von der Akustik im Inneren her hohen Ansprüchen genügen und zudem gegen Außenlärm so gut wie schalldicht sein soll.
Zum modernen Theaterbetrieb gehören aufwändige Licht- und Tonanlagen (beides in der Regel computergesteuert), wofür nur geschultes Fachpersonal einzusetzen ist.
Die großen Häuser haben ausreichend große Seitenbühnen, auf denen die Kulissen und Requisiten für die verschiedenen Szenen des laufenden Stückes „versteckt“ werden können. Die Hinterbühne wird heutzutage in modernen Inszenierungen als willkommene Möglichkeit gesehen, große Tiefe der Spielfläche zu erreichen. Die Oberbühne, der Schnürboden („Bühnen-Himmel“), ist allein schon wegen des Eisernen Vorhangs mindestens ebenso hoch wie die sichtbare Bühne selbst. Dort oben hängt, was beim Umbau der Bühne von einer Szene zur anderen an Vorhängen, Bühnenbildern u. a. mit Hilfe von Seilzügen herabgelassen werden kann. In Bühnennähe findet man die Künstler-Garderoben sowie Handmagazine für den Tagesbedarf an Requisiten und Dekorationen.
In Opernhäusern und Mehrspartenhäusern sitzt zwischen der ersten Sitzreihe und der Bühnenrampe das Orchester im Orchestergraben, der bei Musicals, Opern und Operetten meist abgesenkt ist. Große Häuser haben Drehbühnen und auch Teile des Bühnenbodens, die hydraulisch versenkt werden können. Weil der Zuschauerraum während des Spiels dunkel, die Bühne aber aus Richtung der Zuschauer mit Scheinwerfern ausgeleuchtet ist, sind die Akteure auf der Bühne „geblendet“. Sie sehen das Publikum nicht. Sie spielen gegen die „vierte Wand“, die durch die Helligkeit der En-face-Beleuchtung errichtet wird.

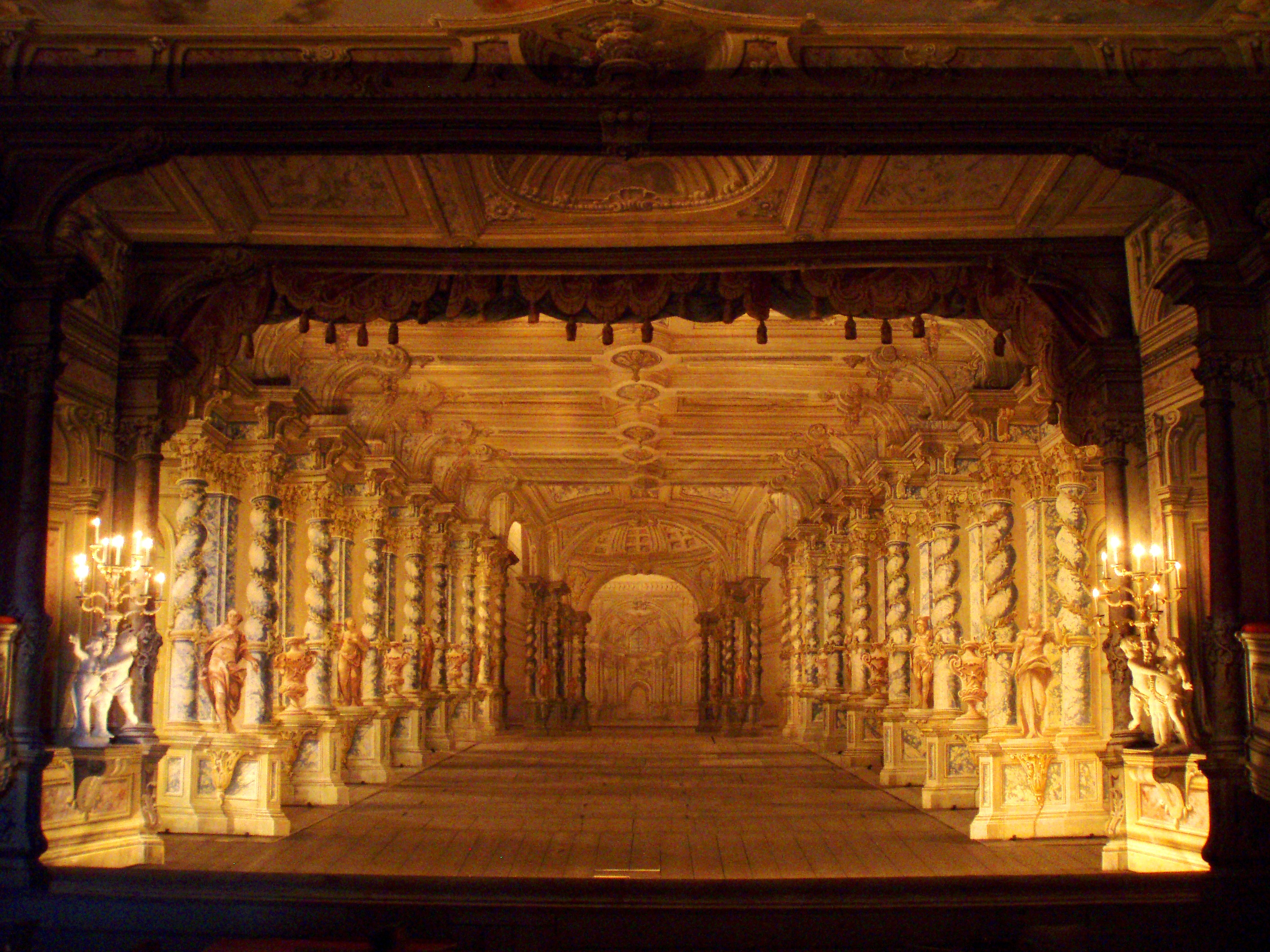
Guckkastenbühne

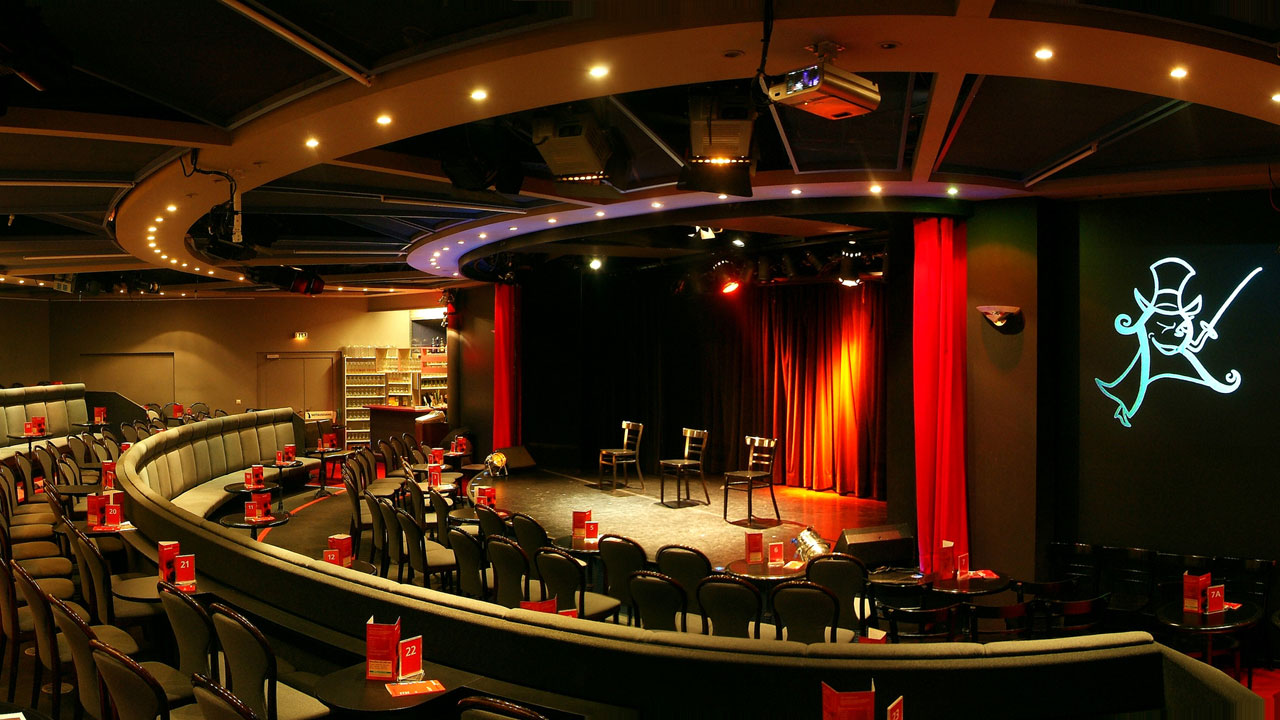
Arenabühne

Viele Neubauten wenden sich ab von der traditionellen Guckkastenbühne hin zur Raumbühne, Arenabühne und Rundumbühne, um eine andere Zuschauer-Darsteller-Zuordnung zu erreichen (die so neu allerdings nicht ist, denkt man etwa an die Shakespeare-Bühne, das „Globe-Theater“). Damit das Geschehen eine direkte Verbindung zum Publikum hat, gehen Bühne und Zuschauerraum architektonisch ineinander über. Es gibt einen (immer mal wieder aufflammenden) Disput unter Theatermachern darüber, ob es nicht dem Wesen des Theaters widerspricht, die Zuschauer rund um eine Bühne zu setzen. Kritiker dieser aus ihrer Sicht nur scheinbar modernen Praxis meinen, dabei entstünde kein (Bühnen-)„Raum“ – das Geheimnis des „Dahinter“, der imaginären anderen, nicht sichtbaren Räume ginge verloren. Es fehle der Zuschauerfokus auf das Geschehen, die Phantasie über das „Dahinter“ werde beschnitten. Man werde zum Beobachter der jeweiligen anderen Besucher, was die Beobachteten an der völligen Konzentration hindere, sie negativ beeinflusse und die Rezeption des Bühnengeschehens mit allen Sinnen unmöglich mache. Beobachtet man das aktuelle Theatergeschehen, stellt man fest: Auch ansonsten frei und unkonventionell arbeitende Theatermacher greifen, was die Zuordnung Bühne / Zuschauerraum angeht, eher wieder zur „alten“ Praxis zurück.

## Aufbau eines heutigen Theaters
In einem Theater arbeiten Menschen zusammen, die sehr unterschiedliche Berufe haben. Vor allem in den Theatern in öffentlicher Trägerschaft, aber auch in den meisten mit diesen vergleichbaren größeren Privattheatern wird arbeitsteilig „produziert“. Dort dürfen Schauspieler beispielsweise keine technischen Arbeiten verrichten. Von der guten Kooperation der künstlerisch und nichtkünstlerisch Beschäftigten hängt der Erfolg der Theater-Produktionen ab.

### Organisatorischer Bereich
Theater in öffentlicher Trägerschaft werden in der Regel künstlerisch vom Intendanten (von der Intendantin) geleitet. Intendanten von Stadttheatern werden zum Beispiel (für eine bestimmte Zeit) vom Rat der Kommune gewählt. Meistens ist ein (beamteter) Verwaltungsdirektor zur Seite gestellt. Die Intendanten-Verträge legen den Aufgabenbereich fest. Dazu gehören Einzelheiten, zum Beispiel ob und wie oft Intendanten selbst im eigenen Hause inszenieren, ob und wie viele auswärtige Regie-Arbeiten diese übernehmen dürfen. Es werden auch Rahmenbedingungen festgeschrieben, so die Zahl der (Neu-)Inszenierungen (in den Sparten und Genres) pro Spielzeit und vieles mehr.
In enger Zusammenarbeit mit dem Dramaturgen wird für ein bis zwei Jahre im Voraus der komplette Spielplan erstellt. Er ist Grundlage für alle Dispositionen bis hin zum Lösen bisheriger Verträge und zu (Neu-)Verpflichtungen im Bereich künstlerisches Personal.
Die Presse- und Öffentlichkeitsarbeit ist für die Medien und andere Ansprechpartner verantwortlich. Sie gibt Pressemitteilungen heraus, steuert die Werbung (Plakate, Flyer, Postkarten und Monatsleporello). In vielen Häusern gibt es Spezialisten für die Zusammenarbeit mit Besucherringen, Schulen, mit dem jungen Publikum und anderen Zielgruppen. Die Arbeit der Marketingabteilungen der Musicalhäuser und anderer Privattheater wird als zentral für den Erfolg des Hauses angesehen. Viele Leiter von Theatern in öffentlicher Trägerschaft setzen eher auf die vermeintliche Attraktivität ihres künstlerischen Angebotes, stehen dem „Verkauf“ ihrer Produkte reserviert gegenüber und verlassen sich auf immer weniger greifende herkömmliche Mittel und Wege beim Bemühen, ihr – oder ein neues – Publikum zu erreichen.
Die Verwaltung, zu der auch eine Personalabteilung gehört, plant, kontrolliert und bilanziert alle finanz- und verwaltungstechnischen Vorgänge. Der Etat der öffentlich getragenen Theater wird von den Trägern vorgegeben, inklusive der zu erzielenden Eigeneinnahmen. Dabei wird an einigen Häusern immer noch nach dem kameralistischen System verfahren, viele Theater haben aber bereits auf die Doppik, die aus der Industrie bekannte doppelte Buchführung umgestellt. In der Regel erhalten die Theater Budgets, die einen gewissen Spielraum beim Verwenden der Gelder zulassen, wobei etwa 85 % des Budgets für Personalausgaben gebunden sind. Für die Verwaltung fallen in der Regel etwa 9 % des Budgets an.

### Künstlerischer Bereich
Im Theater arbeiten viele Künstler und Personen auf und hinter der Bühne:
| - Autoren - Bühnenbildner - Choreographen - Chorsänger - Dramaturgen - Inspizienten - Komparsen - Komponisten | - Korrepetitoren - Kostümbildner - Lichtdesigner - Maskenbildner - Musikalische Leiter/Dirigenten - Orchester mit den verschiedensten Instrumenten - Regisseure - Sänger | - Schauspieler - Souffleusen - Statisten - Tänzer - Theaterfotograf - Theatermusiker (außerhalb des Orchesters) - Theaterpädagogen |

### Technischer Bereich
Die meisten Theater haben eigene technische Abteilungen, unterteilt in:
- Technische Leitung (Technischer Direktor mit Assistenten) für die Gesamtverantwortung und Organisation aller technischen Abteilungen
  - Konstruktionsabteilung (Entwurf und Konstruktion der Bauten, Planung und Statik)
  - Werkstättenleitung (Organisation der Herstellung des Bühnenbildes und der Werkstätten)
    - Tischlerei
    - Schlosserei
    - Malersaal
    - Tapezierer (auch Polsterer)
    - Plastiker (auch Bildhauer)

  - Kostümabteilung
    - Gewandmeister (Organisation der Herstellung der Kostüme, Schnittmuster)
      - Schneider
      - Garderobier (österr. Garderober[5]) oder Ankleider (Betreuung der Schauspieler, u. a. beim Anziehen der Kostüme, auch die Bereitstellung selbiger. Der Begriff wird umgangssprachlich manchmal für das Personal verwendet, das Jacken und Mäntel der Theaterbesucher während der Vorstellung verwahrt.)

  - Bühneninspektion (Organisation der technischen Abläufe auf der Bühne: Auf- und Abbauten, Lagerung)
    - Bühnenmeister
      - Bühnentechniker
      - Dekorateur
      - Obermaschinist
      - Untermaschinist

  - Beleuchtung
    - Beleuchtungsmeister
      - Beleuchter

  - Ton/Video
    - Tontechniker

  - Requisiteure (Herstellung und Organisation der Requisiten, Betreuung bei Proben und Vorstellungen)
    - Waffenmeister

Von den Technischen Abteilungen wird im Theater große Kunstfertigkeit, Erfindungsreichtum, Flexibilität und Verständnis für künstlerische Prozesse verlangt.
In vielen kleineren und sogenannten Freien und Off-Theatern beschränkt sich der Technische Bereich oft auf ein Minimum.

## Theater und Ökonomie

### Öffentliche Trägerschaft
Es gibt in Deutschland rund 140 Theater in öffentlicher Trägerschaft. Diese Häuser werden mit Mitteln aus Landes- und Kommunalhaushalten unterstützt. Die Einnahmen durch Kartenverkauf (Eigenanteil) belaufen sich in diesen Theatern durchschnittlich auf rund 20 Prozent des Gesamtetats. Eine Theaterkarte in Deutschland wird im Durchschnitt mit 95,74 Euro gestützt. Trotz knapper öffentlicher Haushalte halten die Subventionsgeber weitgehend an der öffentlichen Finanzierung der Theater fest; zudem sind sie vor allem beim nichtkünstlerischen Personal als Arbeitgeber an Tarifverträge gebunden. Da aber dennoch die Subventionen in den letzten Jahren eingefroren oder auch gekürzt wurden, suchen die Theater nach anderen Quellen: Mäzene, Sponsoren, Fördervereine und Stiftungen (Kulturstiftung des Bundes). Weiterhin sind in den neuen Ländern viele Theater in Haustarifverträgen, in denen die Gehälter gekürzt sind. Somit finanzieren die Mitarbeiter der Theater ihr Theater selbst mit.

### Gastspieltheater
Nicht jede Stadt kann ein eigenes Theater, womöglich mit festem Ensemble, unterhalten. Eine Alternative für solche Kommunen, die aber Wert auf ein breites kulturelles und sogar künstlerisches Angebot legen, sind Gastspiele: In manchen Städten gibt es feste Theater, in anderen Kulturhäuser, Saalbauten, Kongresszentren oder andere Spielstätten mit den entsprechenden technischen Einrichtungen, die für gute Aufführungen notwendig sind. Es gibt auch Kommunen mit eigenem Theater-Ensemble, die dennoch in anderen Spielstätten Auftritte von Tournee-Veranstaltern und Theaterproduzenten ermöglichen, wobei in diesen Fällen ein breiteres Spektrum von Programmen präsentiert werden kann. Deutsche Städte mit Spielstätten, aber ohne eigenes Ensemble haben sich zur Interessengemeinschaft der Städte mit Theatergastspielen zusammengeschlossen.
Der Vorteil des Tourneetheater-Modells aus Sicht der gastgebenden Kommune: Es ist eine Vielfalt an unterschiedlichen Aufführungen möglich, da zahlreiche Tournee-Theater und Theaterproduzenten Produktionen anbieten, ohne dass die Dauerkosten eines Theater-Betriebes anfallen.
Abgesehen davon machen Theater mit eigenem festen Ensemble auch zahlreiche Gastspiele, vor allem die Landestheater, aber auch andere Bühnen. Dabei haben sich in der Regel viele feste Partnerschaften ergeben. Deutschlands größte Gastspieltheater sind das Landestheater Detmold und die Landesbühnen Sachsen.

### Privattheater

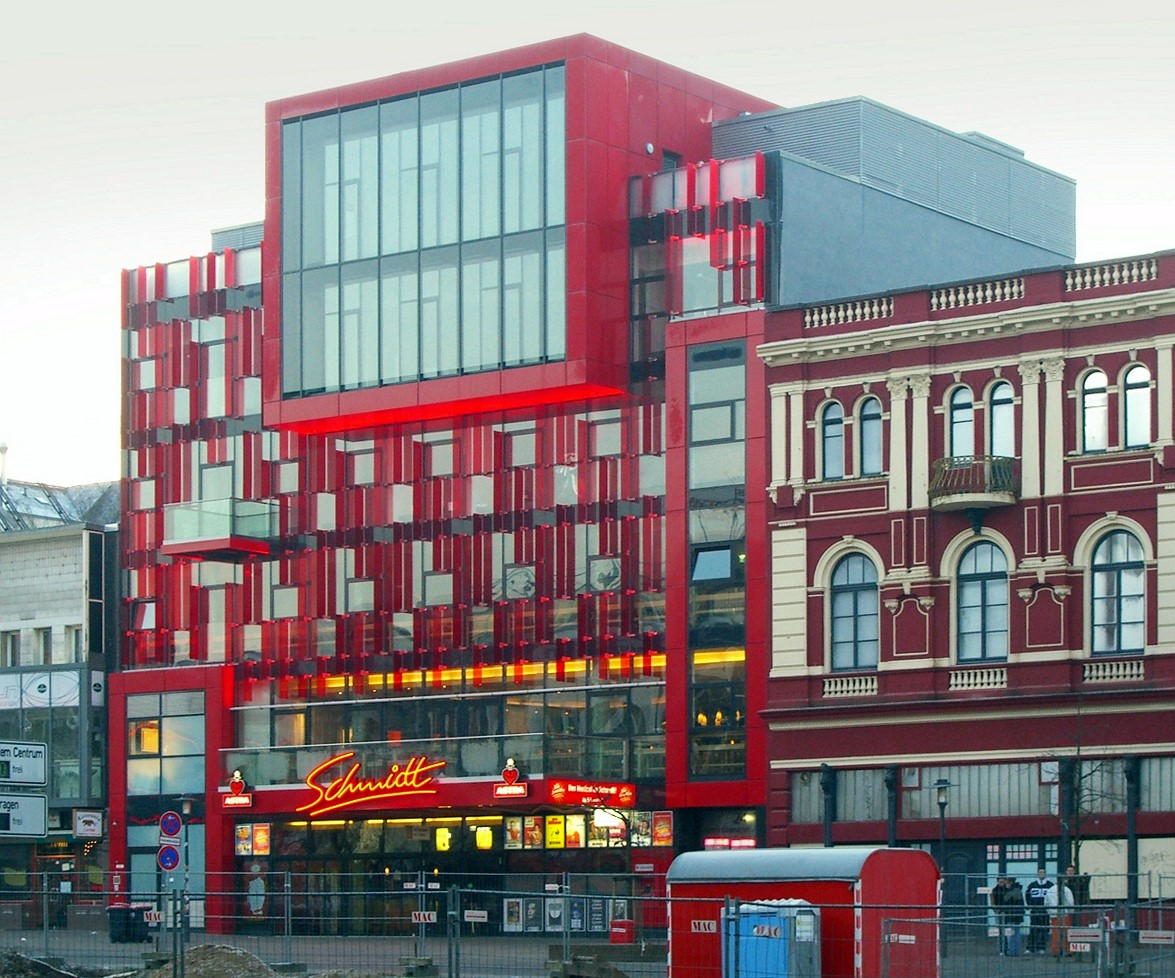
Schmidt-Theater Hamburg

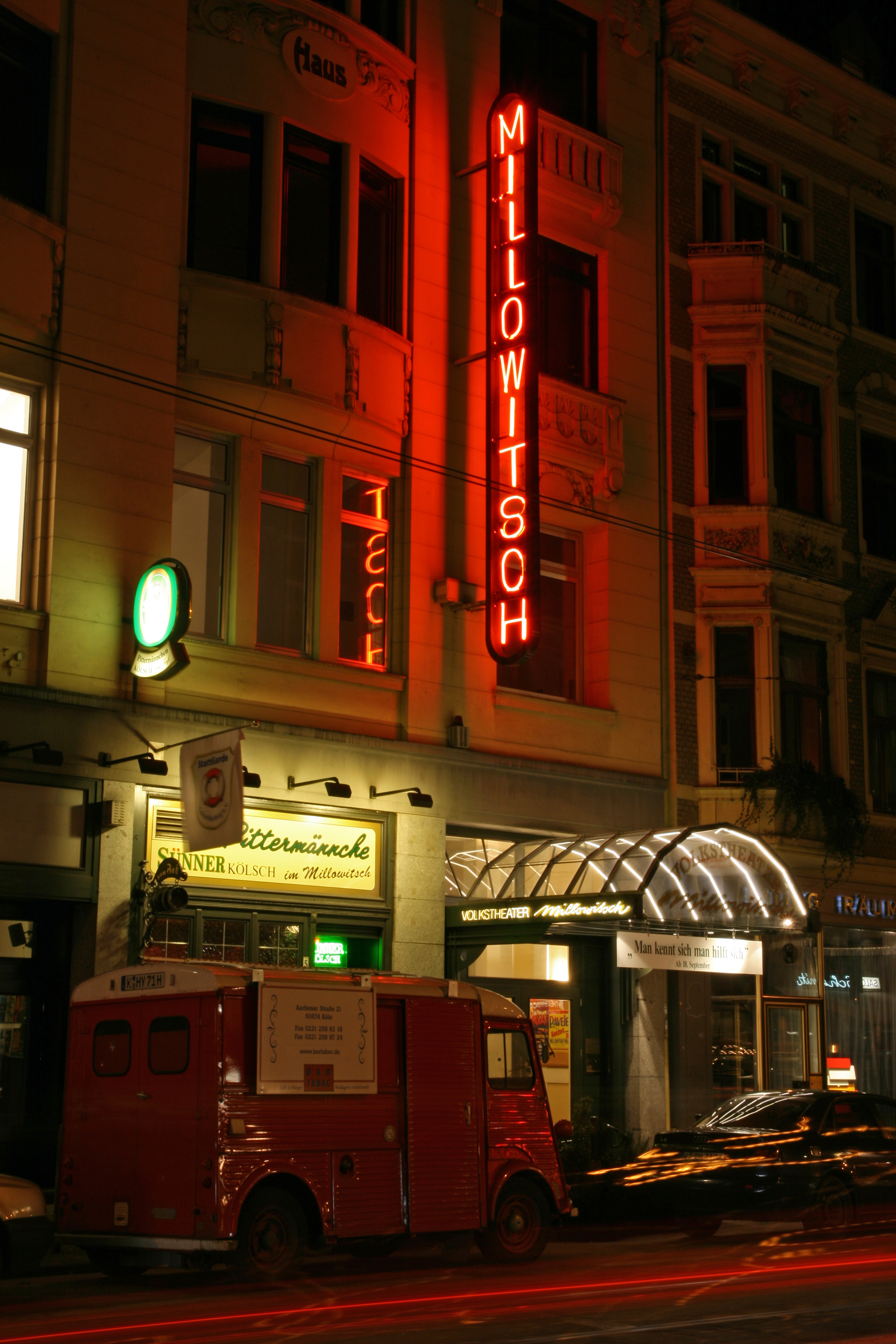
Millowitsch-Theater Köln

Neben den rund 150 öffentlich getragenen Theatern (Stadttheater, Staatstheater und Landesbühnen) gibt es in Deutschland etwa 220 Privattheater. Das sind Theater unterschiedlicher Größe, künstlerischer Ausrichtung, Provenienz und Tradition. Rund 80 dieser Privattheater sind im Deutschen Bühnenverein organisiert (Beispiele: Altes Schauspielhaus in Stuttgart; Ohnsorg-Theater in Hamburg; Komödie am Kurfürstendamm in Berlin; Millowitsch-Theater in Köln; Komödie im Bayerischen Hof in München, das Grenzlandtheater Aachen). Es gibt kaum etwas, was für alle Privattheater gleichermaßen gilt, sei es in künstlerischer oder in organisatorisch-verwaltungstechnischer oder in finanzieller Hinsicht.
Die Privattheater, die größere Prozentsätze ihrer Finanzmittel aus Eigeneinnahmen erwirtschaften müssen als die öffentlich getragenen Häuser, sind nicht an die Tarife des öffentlichen Dienstes gebunden.

## Theaterlandschaft

### Theater im deutschen Sprachraum
Das Bild der Theaterlandschaft in Deutschland wird wesentlich durch die rund 140 öffentlich getragenen Theater bestimmt, also durch Stadttheater, Staatstheater und Landesbühnen. Hinzu kommen rund 220 Privattheater und ca. 70 Festspiele, rund 150 Theater- und Spielstätten ohne festes Ensemble und um die 100 Tournee- und Gastspielbühnen ohne festes Haus. Darüber hinaus gibt es noch eine unübersehbare Anzahl freier Gruppen. Die meisten der heutigen Stadttheater entstanden auf private Initiative und wurden auch zunächst als Privattheater geführt. Noch zu Beginn des 20. Jahrhunderts gab es nur 16 Stadttheater in kommunaler Verantwortung, aber es gab 360 Privattheater.
In Österreich konzentriert sich das Geschehen auf die Bundestheater (Staatsoper und Volksoper, Burg- und Akademietheater, inklusive Nebenbühnen), die großen Wiener Privattheater, die Vereinigten Bühnen Wien, das Theater der Jugend sowie die Länderbühnen und Stadttheater. Die dortigen Aufführungen wurden 2012/13 von 3,59 Mio. Zuschauern und Zuschauerinnen besucht. Zudem gibt es noch einige private Amateurtheaterbühnen.
In Liechtenstein zählen das Theater am Kirchplatz (TaK) in Schaan mit 295 Plätzen, die Nebenspielstätte im TaKino mit 100 Plätzen und die Kleinkunstbühne in Vaduz zu den meistbesuchten Theaterbühnen.
Für die Schweiz gibt es keine genauen Zahlen, in Bern, Basel, Zürich und Genf gibt es jedoch eine reiche Theatertradition.

### Theater in anderen Ländern

Innenraum des Teatro Colón in Buenos Aires

Am Broadway gibt es rund 40 Privattheater, wobei diese sich überwiegend auf Musicals spezialisiert haben. In Paris gibt es 208 Theater und Cabarets.